# 汾西抗日游击支队地下党活动旧址
汾西抗日游击支队地下党活动旧址，位于山西省临汾市汾西县对竹镇刘家庄村。

## 保护
2021年8月4日，汾西抗日游击支队地下党活动旧址公布为第六批山西省文物保护单位，编号6-357，近现代建筑类，年代为1937-1946年。